# Karyorelictea
A Karyorelictea a csillósok Postciliodesmatophora altörzsének osztálya. Legtöbb faja a mikrobentosz tagja, vagyis a tengeri interszticiális élőhelyen található, de legalább 1 nemzetsége, a Loxodes édesvízben él.
Legtöbb taxonját nem tenyésztették 2025-ig laboratóriumban, de a Loxodesnek ismertek klonális sejtvonalai.

## Rendszertan
Denis Lynn 2008-as könyve a Karyorelicteát 3 rendre osztja:
- Loxodida a Cryptopharyngidae és Loxodidae családokkal,
- Protoheterotrichida az Aveliidae és Geleiidae családokkal,
- Protostomatida a Kentrophoridae és Trachelocercidae családokkal.

E rendeket morfológiailag határozták meg, majd Andreoli  et al. 2009-ben molekuláris filogenetika alapján igazolta.
Egy további család, a Wilbertomorphidae, incertae sedisként szerepelt a kládban, és nem sorolták rendbe.
Adl  et al. 2019-es rendszertana 3 kládra osztotta (Kentrophoridae a Kentrophoros nemzetséggel, Loxodida a Cryptopharyngidae és Loxodidae kládokkal, Geleiidae).

## Genetika

### Alternatív genetikai kód
Alternatív genetikai kódot használnak a Karyorelictea egyes nemzetségei, például a Parduczia. Ez a kód a 27. átírási táblázatnak felel meg, és 3 kodon jelentésváltozását tartalmazza: 
- UAA → Gln (Q);
- UAG → Gln (Q);
- UGA → Trp (W) vagy stop (*).

## Morfológia
2 vagy több makronukleusza van, melyek általában a diploid genomnak közel megfelelő mennyiségű DNS-t tartalmaznak, de alkalmanként kevéssel több is lehet bennük.

### Magi dimorfizmus
Minden csillós, így a Karyorelictea is, 2 különböző sejtmagtípussal rendelkezik, így a génexpresszió és az ivari rekombináció elkülönül bennük. A makronukleusz (a szomatikus sejtmag) a transzkripció helye, míg a kisebb mikronukleusz (a csíravonal magja) csak ivaros szaporodáskor aktív, ekkor először meiózissal ivarsejtmagokat hoz létre, melyek konjugáció során cserélődnek. 2 ivarsejtmag egyesülésekor zigótamag jön létre, mely mitózissal 2 utódmaggá válik, az egyik mikro-, a másik makronukleusszá válik, az előző makronukleusz általában lebomlik.
A legtöbb csillósban a makronukleusz ivartalan szaporodáskor új utódmagokká osztódhat amitózissal. Azonban a Karyorelicteában a makronukleuszok nem osztódnak, ehelyett mikronukleusz osztódásával kell létrejönnie ivartalan szaporodás esetén is.
Nem osztódó makronukleuszai miatt a Karyorelicteát korábban a csillósok feltételezések szerint magi dimorfizmus nélküli őse és a „fejlettebb”, magi dimorfizmussal és amitózissal osztódni képes makronukleuszokkal egyaránt rendelkező csillósok közti átmenetnek tekintették. A csoport neve így a primitívnek tekintett magokra utal. Ez az elmélet elavult, mivel a molekuláris filogenetika kimutatta, hogy a Karyorelictea nem a „legprimitívebb” vagy a legbazálisabb csillósklád.

## Ökológia
A Loxodes kivételével minden Karyorelictea-faj ismert a tengeri interszticiális élőhelyekből, ahol pórusvízben él az üledékszemcsék közt. Az e környezetből ismert állatok a meiofauna része, és a Karyorelictea a meiofauna állataihoz sok morfológiai hasonlóságot mutat, bár Alveolata-klád: a legtöbb Karyorelictea-faj nagy (1 mm vagy hosszabb), nyújtott teste van nyújtott farokkal, és tigmotaktikus viselkedést mutat. Legtöbb faja baktériumokat vagy algákat eszik, és mikroaerofil. Egy nemzetség, a Kentrophoros, nem rendelkezik sejtszájjal, ehelyett szimbionta kénbaktériumok segítségével marad fenn, melyek a sejt egyik oldalához rögzültek.

## Etimológia
A Karyorelictea név az ógörög κάρυον (karüon), kemény héjú mag és a latin relictus, elhagyott szavakból származik.

## Fordítás
Ez a szócikk részben vagy egészben  a   Karyorelictea című angol Wikipédia-szócikk ezen változatának fordításán alapul.  Az eredeti cikk szerkesztőit annak laptörténete sorolja fel. Ez a jelzés csupán a megfogalmazás eredetét és a szerzői jogokat jelzi, nem szolgál a cikkben szereplő információk forrásmegjelöléseként.